# Ten Black Years
Ten Black Years  è una raccolta in due dischi pubblicata del gruppo thrash metal tedesco Sodom nel 1996.

## Tracce

### Disco 1
1. "Tired and Red"
2. "The Saw Is the Law"
3. "Agent Orange"
4. "Wachturm/Erwachet"
5. "Ausgebombt"
6. "Sodomy and Lust"
7. "Remember the Fallen"
8. "Nuclear Winter"
9. "Outbreak of Evil"
10. "Resurrection"
11. "Bombenhagel"
12. "Masquerade in Blood"
13. "Bullet in the Head"
14. "Stalinhagel"
15. "Shellshock"
16. "Angel Dust"

### Disco 2
1. "Hunting Season"
2. "Abuse"
3. "1000 Days of Sodom"
4. "Gomorrah"
5. "Unwanted Youth"
6. "Tarred & Feathered"
7. "Iron Fist"
8. "Jabba the Hut"
9. "Silence Is Consent"
10. "Incest"
11. "Shellfire Defense"
12. "Gone to Glory"
13. "Fratricide"
14. "Verrecke!"
15. "One Step over the Line"
16. "My Atonement"
17. "Sodomized"
18. "Aber bitte mit Sahne"
19. "Die Stumme Ursel"
20. "Mantelmann"